# Bozner Chronik

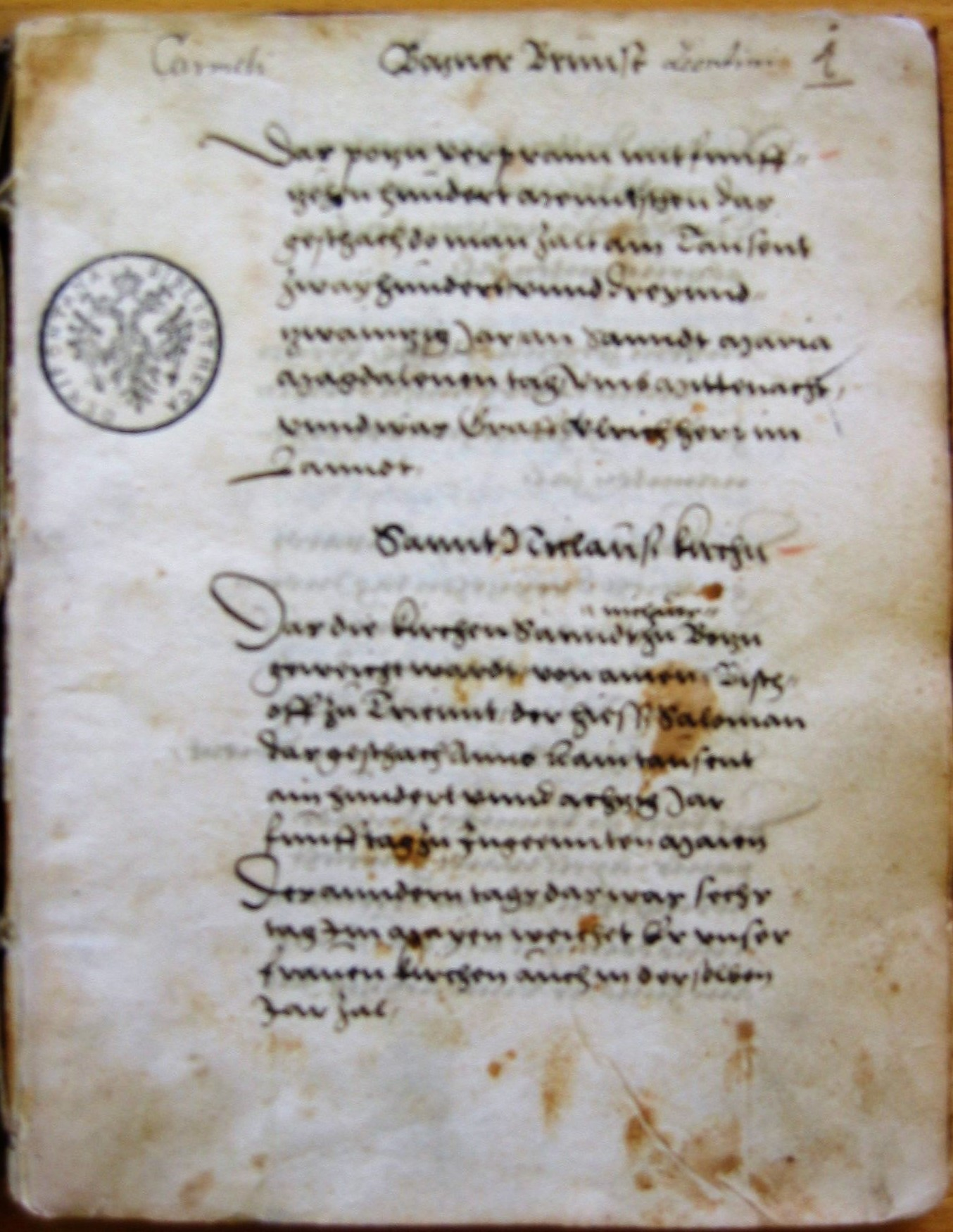
Die an der Innsbrucker Universitätsbibliothek verwahrte Abschrift der Bozner Chronik, Hs. 502, fol. 1r, frühes 16. Jahrhundert

Die sogenannte Bozner Chronik ist eine in deutscher Sprache abgefasste annalistische Aufzeichnung über geschichtliche Ereignisse von Bozen und der Tiroler Region, aber auch aus dem weiteren mitteleuropäischen Kontext, welche vermutlich in Bozen in der ersten Hälfte des 14. Jahrhunderts aufgezeichnet wurde.
Die Chronik aus der Feder eines anonymen Verfassers umfasst den Zeitraum von 1018 bis 1335 (mit Fortsetzungen bis 1366 bzw. 1443) und berichtet über zentrale überregionale sowie örtliche historische Vorkommnisse, wie etwa die Rekonziliation zahlreicher Bozner Kirchen, wie etwa der ehemaligen St. Nikolauskirche, im Jahr 1180 durch Bischof Salomo von Trient im Kontext der Neugründung der städtischen Marktsiedlung von Bozen in spätstaufischer Zeit. Die Bozner Chronik dokumentiert auch extreme Natureignisse wie beispielsweise eine Heuschreckenplage im Jahr 1338, die Bozen und das Überetsch heimgesucht habe, und ein Erdbeben im Jahr 1348. Auch Bozner zwei Stadtbrände von 1223 und 1443 werden erwähnt, wobei von letzterem auch im Urbar der Marienpfarrkirche Bozen mit präziseren zeitlichen und inhaltlichen Angaben berichtet wird.
Als Verfasser werden in der Literatur u. a. vermutet ein städtischer Bozner „Finanzbeamter“, Conradus scriptor de Wangergasse, Abt Heinrich des Augustinerchorrenstifts in der Bozner Au oder Engel, purger zu Boczen.
Im Jahr 1518 ließ Kardinal Bernhard von Cles, Bischof von Trient, einen die Trienter Verhältnisse betreffenden Auszug unter dem Titel Ain alte cronica, die fil auch unsers stift betrift, die wier zue Potzen aus gar ain altem puech haben lassen ziehen herstellen.

## Inhaltsübersicht
Die folgende Auflistung der in der Chronik erwähnten bzw. beschriebenen Ereignisse richtet sich nach Masser-Vucetich, Neuhauser und Riedmann und folgt Cod. 502 (s. Lit. und Überl.).
- (fol. 1r) Brand von Bozen 1223 (Dar Pozn verprann mit funffzehen hundert menntschen). – Weihe der Nikolauskirche in Bozen 1180. – Weihe der Marienkirche 1180.
- (1v) Weihe der Johanneskirche im Dorf 1180. – Weihe der Lorenzkirche in Rentsch 1180. – Weihe der Martinskirche in Campill 1180. – Weihe der St. Paulskapelle in Rentsch 1180.
- (2r) Eroberung von Trient durch die Veroneser 1265. – Tod Bischof Egnos von Trient in Padua 1273.
- (2v) Eroberung Bozens durch Graf Meinhard von Tirol 1278. – Tod Bischof Heinrichs von Trient in Avignon 1289. – Brand von Bozen 1291.
- (3r) Erscheinung eines Kometen 1337. – Judenverfolgung in Wolfsberg in Kärnten und Burgau 1338.
- (3v) Niederlage der Veroneser unter den Skaligern durch die Venezianer 1335/38. – Eroberung von Feltre und Belluno durch Johann, Herzog von Kärnten und Graf von Tirol, 1337.
- (4r) Krieg zwischen den Niederlanden und Azzo von Mailand 1338.
- (4v) Erdrutsch bei St. Oswald ober Bozen 1330. – Krieg zwischen Bern im Üechtland und den Schweizern 1338.
- (5r) Überschwemmungskatastrophe im Eisack- und Etschtal 1338.
- (5v–7v) Heuschreckenplagen 1338/40/41, 1388 (?).
- (8r) Brand von Meran 1339. – Sonnenfinsternis 1339.
- (8v) Judenverfolgung am Rhein 1337. – Judenverfolgung in Niederbayern 1339.
- (9r) Tod Herzog Ottos von Österreich 1338[5]. – Tod Azzos von Mailand 1339. – Eroberung der Laimburg 1339.
- (9v) Prozession in Bozen 1339. – Eroberung der Burg Praday bei Bozen 1339. – Eroberung der Burgen Alban und Amesin 1339.
- (10r) Krieg zwischen den Königen von Frankreich und England 1339. – Feldzug Kaiser Ludwigs von Bayern gegen Regensburg 1337.
- (10v) Einnahme von Regensburg durch Kaiser Ludwig 1337. – Tod König Heinrichs von Böhmen, Herzog von Kärnten und Graf von Tirol, 1335.
- (11r) Überschwemmungen zu Weihnachten 1340. – Gewitter zu Weihnachten 1339. – Kleidermode 1340.
- (11v) Eroberung des Cadore durch Herzog Johann von Kärnten, Graf von Tirol, 1340. – Romfahrt Ludwigs des Bayern 1339.
- (12r) Krieg zwischen Kaiser Ludwig und König Friedrich von Österreich 1321. – Einzug Bischof Nikolaus’ von Trient 1340.
- (12v) Beginn des Baues der Mauer bei Burg Maretsch 1340. – Brand von Neumarkt 1340. – Herzog Johann von Kärnten, Graf von Tirol, verlässt das Land.
- (13r) Eroberung der Burg Penede am Gardasee 1340. – Großes Sterben in Florenz 1340[6].
- (13v) Untergang des Dorfes Rentsch bei Bozen 1327. – Verbrennung des Notars Kunzlein in Bozen 1340[7].
- (14r) Erdrutsch (bruch) bei Lengmoos auf dem Ritten 1340. – Beginn des Baues des Gewölbes der Pfarrkirche von Bozen 1340. – Beginn des Baues der Eisackbrücke 1337.
- (14v) Stiftung des Klosters Sonnenburg im Pustertal 1218[8]. – Diplom Kaiser Heinrichs für Sonnenburg 1216. – Weihe der Kapelle im Spital zu Klausen unter Säben 1213.
- (15r) Tod Kaiser Ludwigs des Bayern 1347. – Krieg zwischen den Königen von Frankreich und England 1340.
- (15v) Eroberung der Burg Weineck bei Bozen 1295.
- (16r) Verleihung eines Wappens an das Gotteshaus Trient 1340.
- (16v–19v) Nachrichten über den Krieg zwischen dem König von Kastilien-Leon und den Sarazenen 1325 (?).
- (20r) Brand von Innsbruck 1340. – Verleihung der Grafenwürde an den Freien von Saneck 1341. – Tod des Herzogs Johann von Niederbayern 1340.
- (20v) Gründung des Klosters Ettal 1330. – Feldzug der Heiden gegen die Christenheit in Ungarn bis Wien 1240.
- (21r) Feldzug der Heiden gegen die Christenheit in Russland und Polen 1341. – Überschwemmungskatastrophe bei Miltenberg am Main 1342.
- (21v) Eroberung der Leuchtenburg bei Kaltern 1341. – Weihe der Kapelle auf Eppan 1131.
- (22r) Bergsturz der „Russen“ zu Bozen 1341.[9] – Weihe des Klosters Au bei Bozen 1177.
- (22v) Gründung des Klosters Au. – Weihe der Kirche von Lengmoos 1225[10].
- (23r–24v) Krieg zwischen Lucca, Florenz und Pisa 1341.
- (24v–26v) 1. Kreuzzug 1095[11].
- (27r) Vertreibung Johanns, Herzog von Kärnten und Graf von Tirol, aus Tirol.
- (27v–28r) Heirat des Sohnes des Kaisers mit der Gräfin von Tirol.
- (28v) Belehnung der beiden mit Tirol und Kärnten durch Kaiser Ludwig 1341/42.
- (29r–v) Erdbeben mit großen Schäden in Villach.
- (29v–30r) Schäden des Erdbebens in Bozen 1348.
- (30r–v) Nachrichten über tödlichen Blutregen in Persien.
- (30v) Ermordung Herzog Konrads von Teck 1352.
- (31r) Gewitter im Februar 1358. – Kältekatastrophe im Winter 1364.
- (31v) Gewitter nach Allerseelen 1364. – „Böse Luft“ und Seuche 1366.
- (31v–32r) Brand von Bozen 1443 (1443 verbran zu Bozen im monat Septemer 135 heusser wek).[12] – Erfindung des „Büchsenschießens“ 1380. – Tod Herzog Rudolfs von Österreich 1365. – Erfindung des Buchdrucks 1440 (1440 ist die Edle Kunst des buchtrucks erfunden zu Straspurck vnd darnach zu Mainz volent).

## Handschriftliche Überlieferung
- Tiroler Landesmuseum Ferdinandeum, Dipauliana 612/I (1335–1366)[13]
- Universitäts- und Landesbibliothek Tirol, Cod. 502 (frühes 16. Jahrhundert), aus der Bibliothek des 1785 aufgehobenen Karmeliterklosters Lienz[14]
- Benediktinerstift Muri-Gries, Bozen, Cod. 8a
- Südtiroler Landesarchiv, Bozen, Archiv Trostburg, ohne Sign.
- Tiroler Landesarchiv, Innsbruck, Cod. 54 (Sammelhandschrift) und Cod. 173